# Annales d'Egmont
Les Annales d'Egmond (latin : Annales Egmundenses), écrites entre 1110 et 1205 sont les plus anciens archives  historiques des Pays-Bas. Elles sont la source principale l'étude historique des débuts du Comté de Hollande.
Elles ont été écrites dans l'Abbaye d'Egmont et sont préservées à Egmond-Binnen.

## Référence
- (nl) Cet article est partiellement ou en totalité issu de l’article de Wikipédia en néerlandais intitulé « Annalen van Egmond » (voir la liste des auteurs).